# 12e Satellite Awards
De uitreiking van de 12e Satellite Awards, waarbij prijzen werden uitgereikt in verschillende categorieën voor film en televisie uit het jaar 2007, vond plaats in Los Angeles op zondag 16 december 2007.

## Film

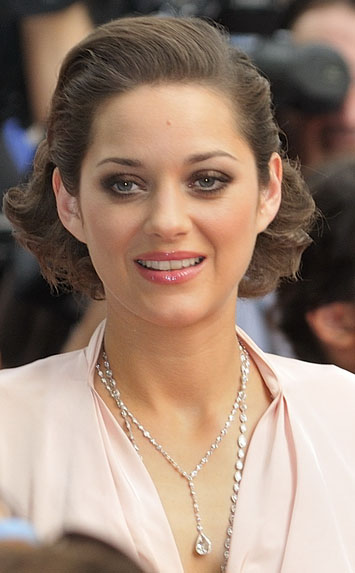
Marion Cotillard (La Vie en Rose), winnaar beste actrice in een dramafilm

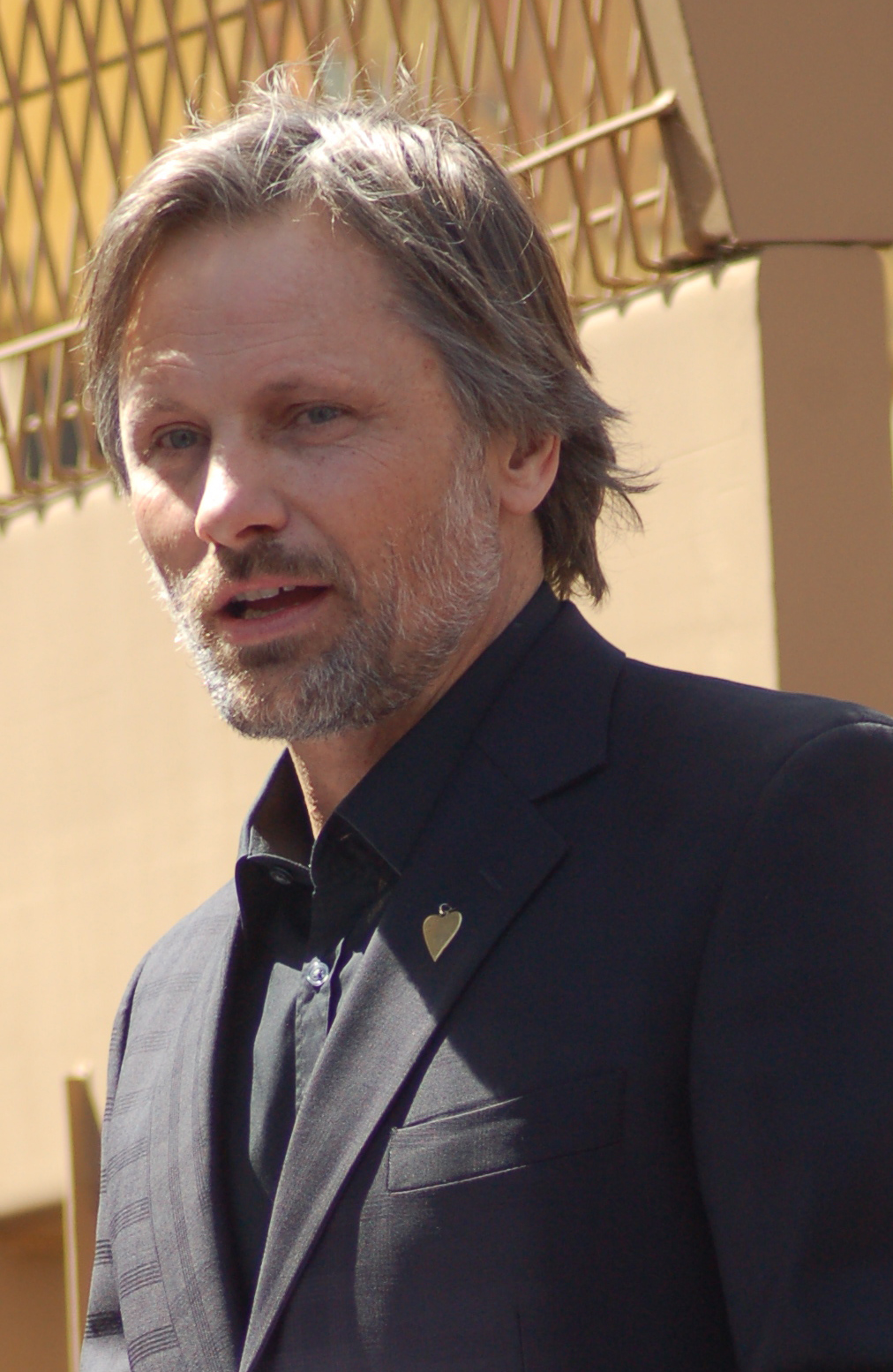
Richard Jenkins (Eastern Promises), winnaar beste acteur in een dramafilm

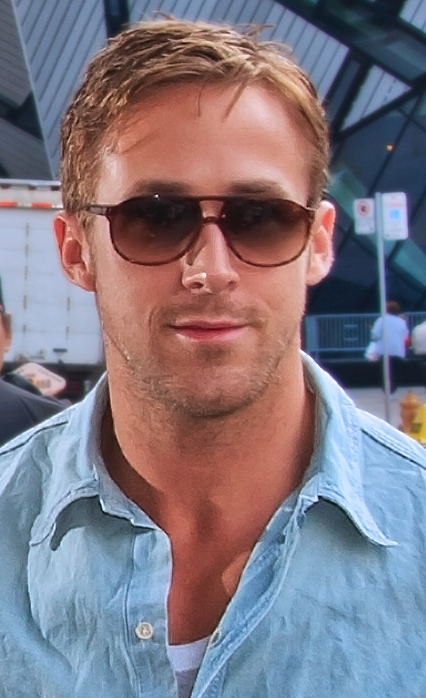
Ryan Gosling (Lars and the Real Girl), winnaar beste acteur in een komische of muzikale film

### Beste dramafilm
- No Country for Old Men
  - 3:10 to Yuma
  - Away from Her
  - Before the Devil Knows You're Dead
  - Eastern Promises
  - The Lookout

### Beste komische of muzikale film
- Juno
  - Hairspray
  - Knocked Up
  - Lars and the Real Girl
  - Margot at the Wedding
  - Shoot 'Em Up

### Beste actrice in een dramafilm
- Marion Cotillard - La Vie en Rose
  - Julie Christie - Away from Her
  - Angelina Jolie - A Mighty Heart
  - Keira Knightley - Atonement
  - Laura Linney - The Savages
  - Tilda Swinton - Stephanie Daley

### Beste acteur in een dramafilm
- Viggo Mortensen - Eastern Promises
  - Christian Bale - Rescue Dawn
  - Josh Brolin - No Country for Old Men
  - Frank Langella - Starting Out in the Evening
  - Tommy Lee Jones - In the Valley of Elah
  - Denzel Washington - American Gangster

### Beste actrice in een komische of muzikale film
- Ellen Page - Juno
  - Amy Adams - Enchanted
  - Cate Blanchett - I'm Not There
  - Katherine Heigl - Knocked Up
  - Nicole Kidman - Margot at the Wedding
  - Emily Mortimer - Lars and the Real Girl

### Beste acteur in een komische of muzikale film
- Ryan Gosling - Lars and the Real Girl
  - Don Cheadle - Talk to Me
  - Richard Gere - The Hoax
  - Ben Kingsley - You Kill Me
  - Clive Owen - Shoot 'Em Up
  - Seth Rogen - Knocked Up

### Beste actrice in een bijrol
- Amy Ryan - Gone Baby Gone
  - Ruby Dee - American Gangster
  - Taraji P. Henson - Talk to Me
  - Saoirse Ronan - Atonement
  - Emmanuelle Seigner - La Vie en Rose
  - Tilda Swinton - Michael Clayton

### Beste acteur in een bijrol
- Casey Affleck - The Assassination of Jesse James by the Coward Robert Ford
- Tom Wilkinson - Michael Clayton
  - Javier Bardem - No Country for Old Men
  - Brian Cox - Zodiac
  - Jeff Daniels – The Lookout
  - Ben Foster - 3:10 to Yuma

### Beste niet-Engelstalige film
- Se, jie (Taiwan)
  - 4 Months, 3 Weeks and 2 Days (Roemenië)
  - La Vie en Rose (Frankrijk)
  - Offside (Iran)
  - El orfanato (Spanje)
  - Ten Canoes (Australië)

### Beste geanimeerde of mixed media film
- Ratatouille
  - 300
  - Beowulf
  - The Golden Compass
  - Persepolis
  - The Simpsons Movie

### Beste documentaire
- Sicko
  - The 11th Hour
  - Darfur Now
  - The King of Kong: A Fistful of Quarters
  - Lake of Fire
  - No End In Sight

### Beste regisseur
- Joel en Ethan Coen - No Country for Old Men
  - David Cronenberg - Eastern Promises
  - Olivier Dahan - La Vie en Rose
  - Ang Lee - Se, jie
  - Sidney Lumet - Before the Devil Knows You're Dead
  - Sarah Polley - Away from Her

### Beste origineel script
- Juno - Diablo Cody
  - Before the Devil Knows You're Dead - Kelly Masterson
  - Eastern Promises - Steve Knight
  - Lars and the Real Girl - Nancy Oliver
  - The Lookout - Scott Frank
  - Michael Clayton - Tony Gilroy

### Beste bewerkte script
- Atonement - Christopher Hampton
  - Away from Her - Sarah Polley
  - The Kite Runner - David Benioff
  - Se, jie - Hui-Ling Wang en James Schamus
  - No Country for Old Men - Joel en Ethan Coen
  - Zodiac - James Vanderbilt

### Beste filmsong
- "Grace is Gone" - Clint Eastwood en Carole Bayer Sager - Grace Is Gone
  - "Come So Far" - Marc Shaiman - Hairspray
  - "Do You Feel Me" - Diane Warren - American Gangster
  - "If You Want Me" - Glen Hansard en Marketa Irglova - Once
  - "Lyra" - Kate Bush - The Golden Compass
  - "Rise" - Eddie Vedder - Into the Wild

### Beste cinematografie
- Le Scaphandre et le Papillon - Janusz Kamiński
  - Across the Universe - Bruno Delbonnel
  - The Assassination of Jesse James by the Coward Robert Ford - Roger Deakins
  - The Golden Compass - Henry Braham
  - There Will Be Blood - Robert Elswit
  - Zodiac - Harris Savides

### Beste visuele effecten
- 300
  - Beowulf
  - The Bourne Ultimatum
  - Enchanted
  - The Golden Compass
  - Transformers

### Beste montage
- American Gangster
  - The Bourne Ultimatum
  - Eastern Promises
  - The Lookout
  - La Vie en Rose
  - No Country for Old Men

### Beste soundtrack
- The Kite Runner - Alberto Iglesias
  - The Assassination of Jesse James by the Coward Robert Ford - Nick Cave
  - Atonement - Dario Marianelli
  - Eastern Promises - Howard Shore
  - The Lookout - James Newton Howard
  - Ratatouille - Michael Giacchino

### Beste geluidseffecten
- The Bourne Ultimatum
  - 300
  - The Golden Compass
  - I Am Legend
  - La Vie en Rose
  - Pirates of the Caribbean: At World's End

### Beste Art Direction
- Elizabeth: The Golden Age
  - Across the Universe
  - Amazing Grace
  - The Assassination of Jesse James by the Coward Robert Ford
  - Hairspray
  - Sunshine

### Beste kostuums
- Elizabeth: The Golden Age
  - Amazing Grace
  - Atonement
  - Goya's Ghosts
  - Hairspray
  - La Vie en Rose

## Televisie

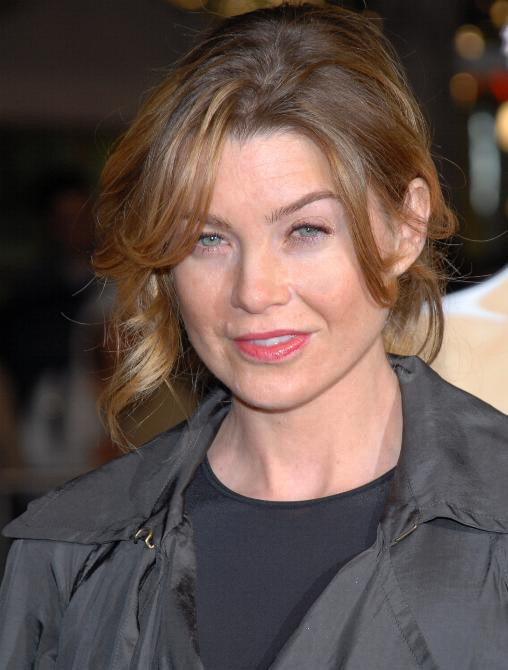
Ellen Pompeo (Grey's Anatomy), winnaar beste actrice in een dramaserie

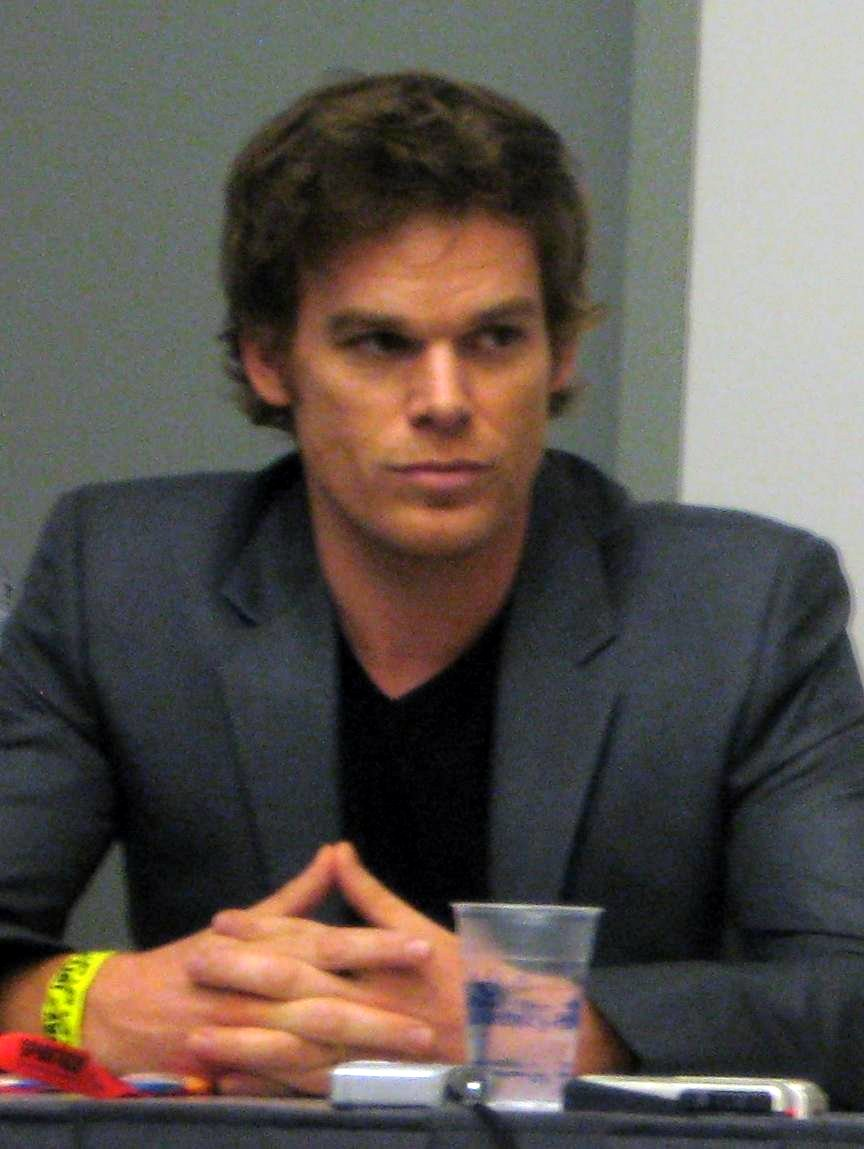
Michael C. Hall (Dexter), winnaar beste acteur in een dramaserie

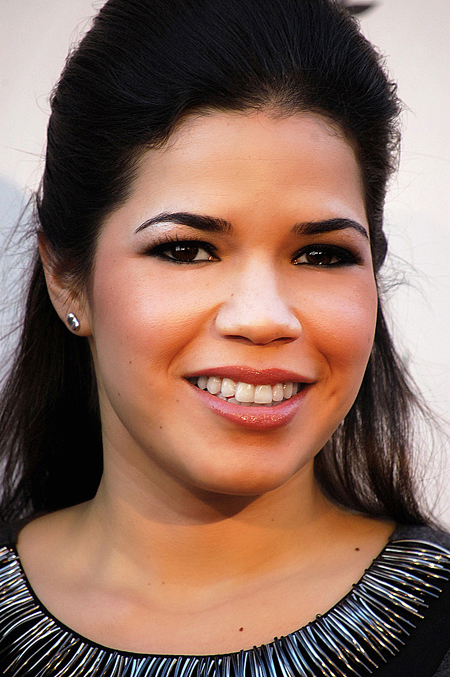
America Ferrera (Ugly Betty), winnaar beste actrice in een komische of muzikale serie

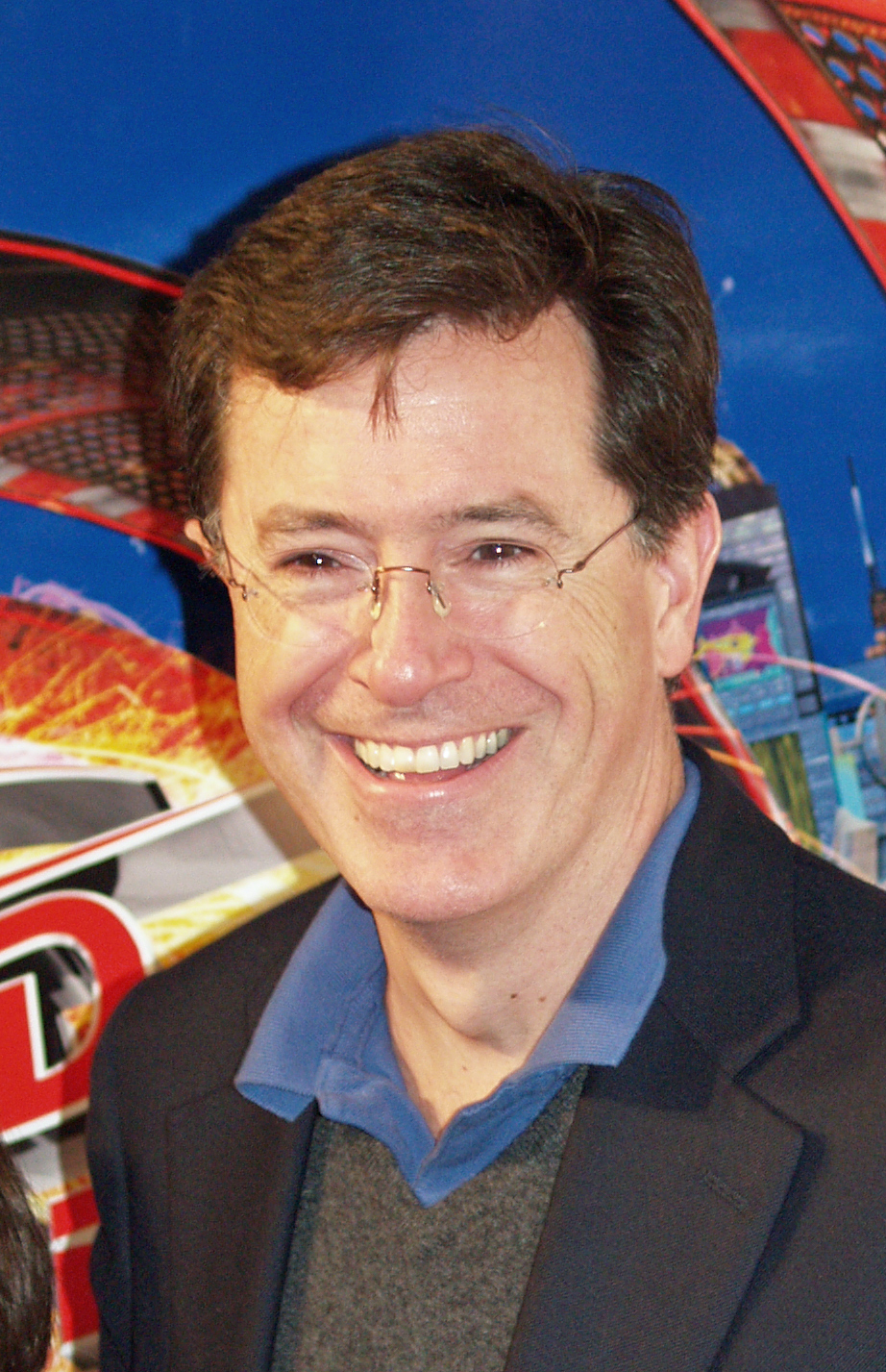
Stephen Colbert (The Colbert Report), winnaar beste acteur in een komische of muzikale serie

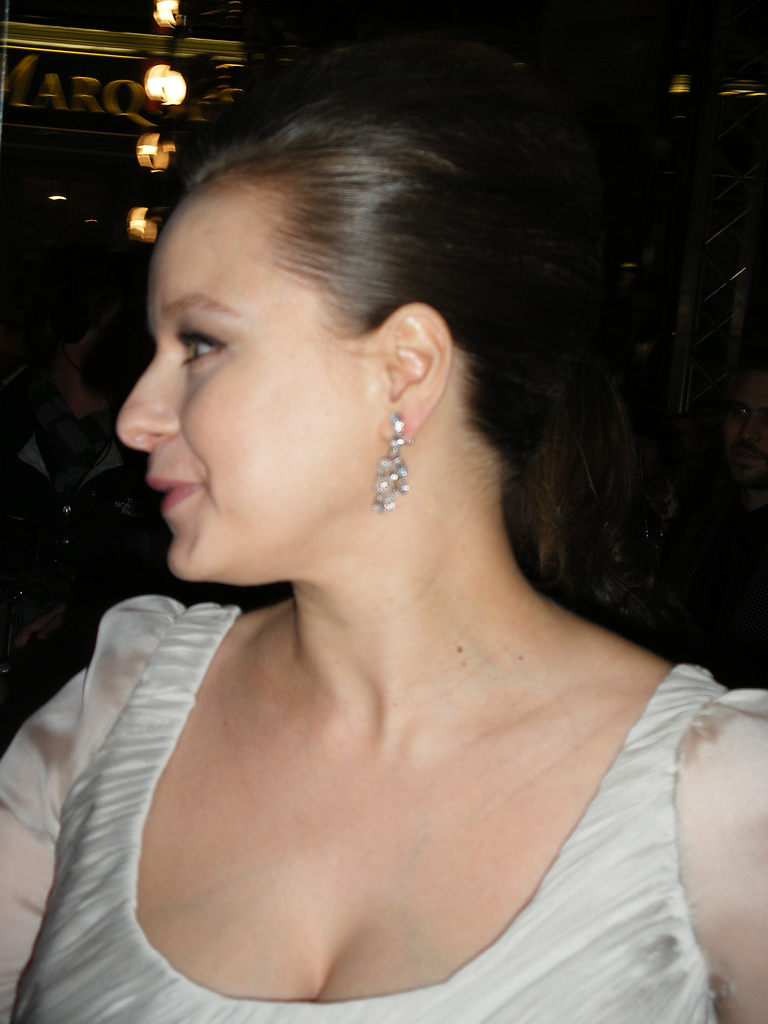
Samantha Morton (Longford), winnaar beste actrice in een televisiefilm of miniserie

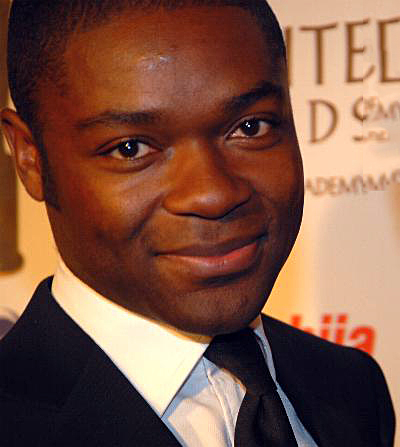
David Oyelowo (Five Days), winnaar beste acteur in een televisiefilm of miniserie

### Beste dramaserie
- Dexter
  - Brothers & Sisters
  - Friday Night Lights
  - Grey's Anatomy
  - Mad Men
  - The Riches

### Beste komische of muzikale serie
- Pushing Daisies
  - Chuck
  - Extras
  - Flight of the Conchords
  - Ugly Betty
  - Weeds

### Beste miniserie
- The Amazing Mrs Pritchard
  - The Company
  - Jane Eyre
  - Five Days
  - The Starter Wife

### Beste televisiefilm
- Oprah Winfrey Presents: Mitch Albom's For One More Day
  - Bury My Heart at Wounded Knee
  - Life Support
  - Longford
  - The Trial of Tony Blair
  - The Wind in the Willows

### Beste actrice in een dramaserie
- Ellen Pompeo - Grey's Anatomy
  - Glenn Close - Damages
  - Minnie Driver - The Riches
  - Sally Field - Brothers & Sisters
  - Kyra Sedgwick - The Closer
  - Jeanne Tripplehorn - Big Love

### Beste acteur in een dramaserie
- Michael C. Hall - Dexter
  - Eddie Izzard - The Riches
  - Hugh Laurie - House
  - Denis Leary - Rescue Me
  - Bill Paxton - Big Love
  - James Woods - Shark

### Beste actrice in een komische of muzikale serie
- America Ferrera - Ugly Betty
  - Tina Fey - 30 Rock
  - Anna Friel - Pushing Daisies
  - Patricia Heaton - Back to You
  - Felicity Huffman - Desperate Housewives
  - Julia Louis-Dreyfus - The New Adventures of Old Christine

### Beste acteur in een komische of muzikale serie
- Stephen Colbert - The Colbert Report
  - Alec Baldwin - 30 Rock
  - Steve Carell - The Office
  - Ricky Gervais - Extras
  - Zachary Levi - Chuck
  - Lee Pace - Pushing Daisies

### Beste actrice in een televisiefilm of miniserie
- Samantha Morton - Longford
  - Ellen Burstyn - Oprah Winfrey Presents: Mitch Albom's For One More Day
  - Queen Latifah - Life Support
  - Debra Messing - The Starter Wife
  - Sharon Small - Inspector Lynley Mysteries
  - Ruth Wilson - Jane Eyre

### Beste acteur in een televisiefilm of miniserie
- David Oyelowo - Five Days
  - Jim Broadbent - Longford
  - Robert Lindsay - The Trial of Tony Blair
  - Aidan Quinn - Bury My Heart at Wounded Knee
  - Tom Selleck - Jesse Stone: Sea Change
  - Toby Stephens - Jane Eyre

### Beste actrice in een bijrol in een serie, miniserie of televisiefilm
- Vanessa L. Williams - Ugly Betty
  - Polly Bergen - Desperate Housewives
  - Judy Davis - The Starter Wife
  - Rachel Griffiths - Brothers & Sisters
  - Jaime Pressly - My Name Is Earl
  - Chandra Wilson - Grey's Anatomy

### Beste acteur in een bijrol in een serie, miniserie of televisiefilm
- David Zayas - Dexter
  - Harry Dean Stanton - Big Love
  - Michael Emerson - Lost
  - Justin Kirk - Weeds
  - T.R. Knight - Grey's Anatomy
  - Masi Oka - Heroes
  - Andy Serkis - Longford